# Мегакл (сын Гиппарина)
Мегакл (др.-греч. Μεγακλῆς; IV век до н. э.) — сиракузский аристократ, брат Диона.

## Биография
Мегакл был сыном сиракузского аристократа Гиппарина, стратега в 406 году до н. э. и союзника Дионисия Старшего. Сестра Мегакла Аристомаха (жена Дионисия) стала одной из жён тирана, а брат Дион женился на дочери Дионисия, так что и Мегакл вошёл в состав ближайшего окружения последнего. Когда Дион из-за конфликта с Дионисием Младшим был вынужден оставить Сицилию и уплыть в материковую Грецию, Мегакл последовал за ним. 
В 357 году до н. э. Мегакл вместе с братом вернулся на остров, чтобы начать войну против тирана; согласно Диодору Сицилийскому, армия единодушно избрала Мегакла одним из стратегов (наряду с Дионом). Рядом с братом Мегакл торжественно въехал в Сиракузы после победы. После этого он не упоминается в сохранившихся источниках.